# بيلي دولان
بيلي دولان (بالإنجليزية: Billy Doolan)‏ هو فنان أسترالي، ولد في 1952 في جزيرة النخلة في كوينزلاند في أستراليا.